# Anadenobolus morelus
Anadenobolus morelus är en mångfotingart som först beskrevs av Chamberlin 1943.  Anadenobolus morelus ingår i släktet Anadenobolus och familjen Rhinocricidae. Inga underarter finns listade i Catalogue of Life.